# Parc national de Øvre Dividal
Le parc national de Øvre Dividal est un parc national situé dans la municipalité de Målselv, dans le comté de Troms, au nord de la Norvège.
Créé le 9 juillet 1971 et agrandi le 1er décembre 2006, il s'étend sur 77 000 hectares. Il protège de superbes paysages arctiques, forêts, montagnes, rivières et lacs. L’intention initiale était de préserver une vallée intérieure et une zone de montagne très peu perturbées. Plusieurs rivières ont creusé ici des ravins. Une particularité est les gros rochers placés à des endroits improbables. Ceux-ci ont été transportés par les glaciers à l’ère glaciaire et déposés au hasard à la fin de celle-ci.

## Faune
Tous les grands prédateurs du continent sont représentés dans le parc (ours brun, loup, glouton, lynx), bien que le loup soit rare et n’ait probablement pas de présence permanente. Le glouton est particulièrement nombreux dans cette région. Les rennes (appartenant à des Samis) sont communs, tout comme les élans, et le renard arctique vivait dans la région.

## Galerie

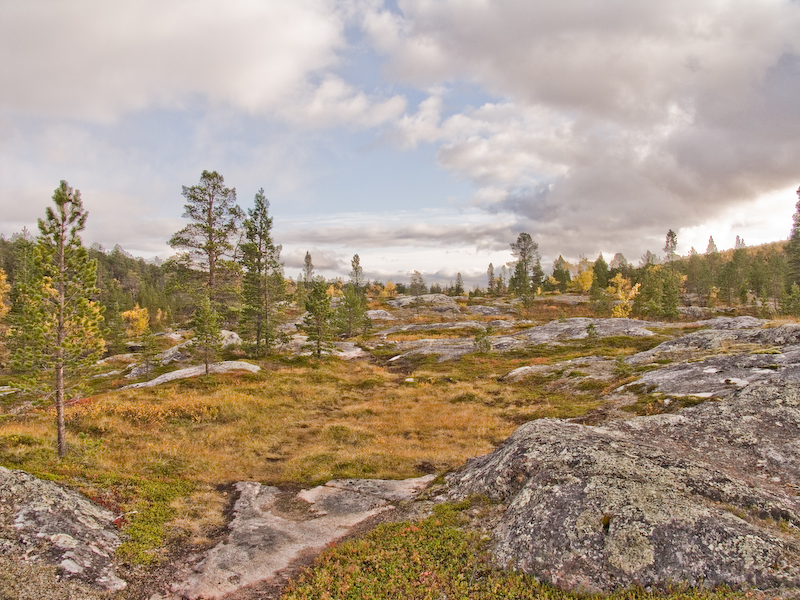
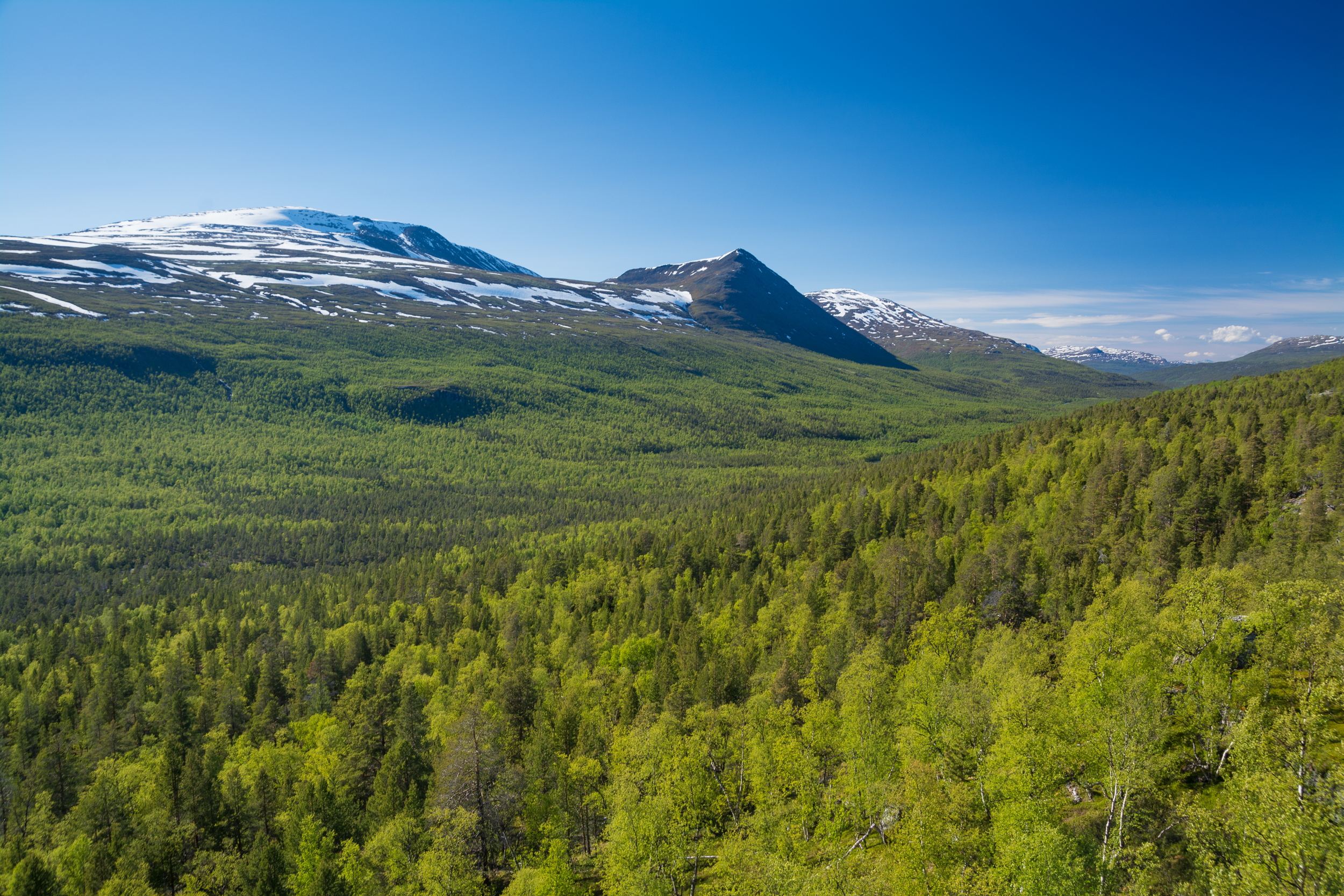
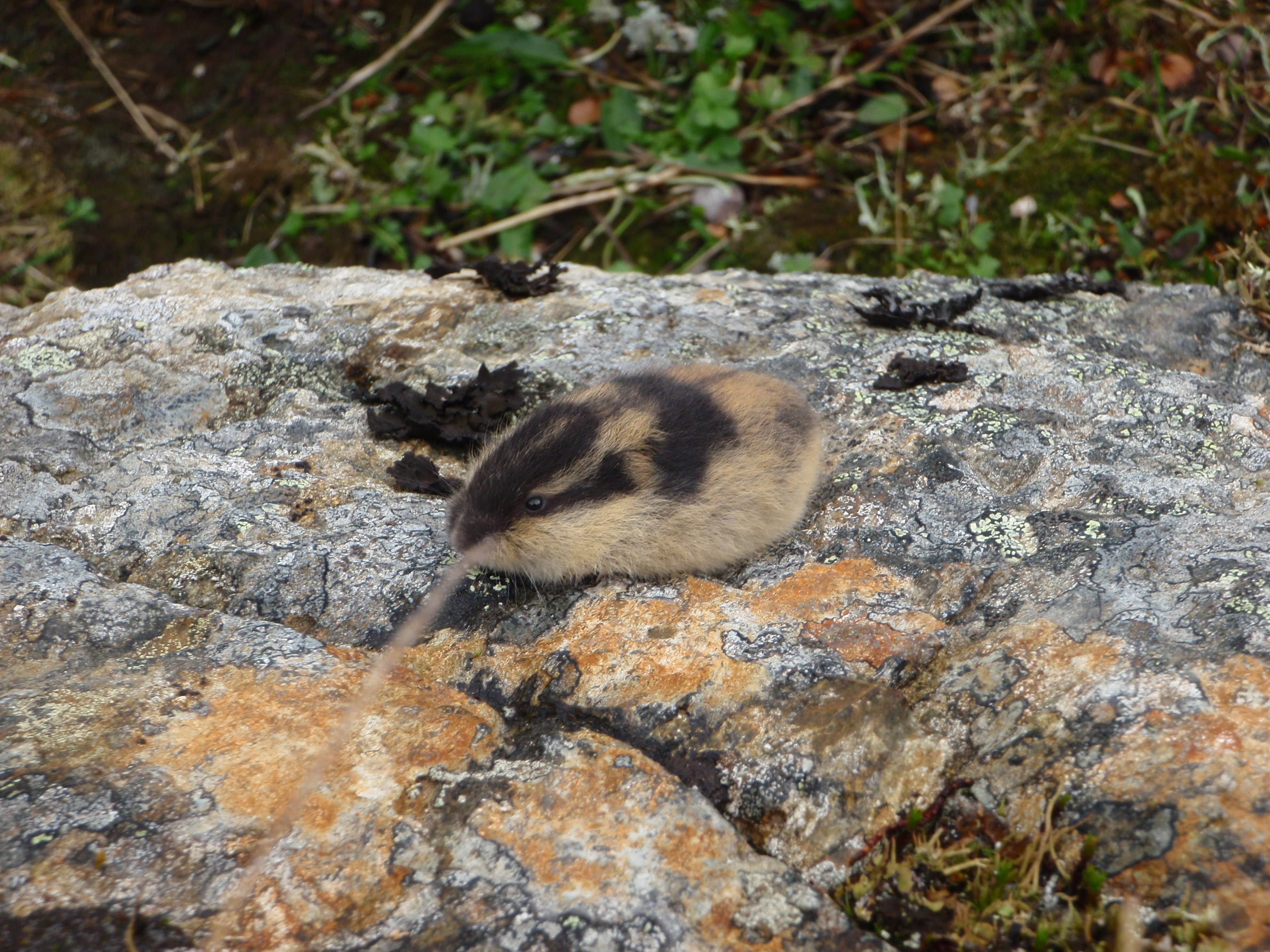
Lemming.